# Acronia pretiosa
Acronia pretiosa là một loài bọ cánh cứng trong họ Cerambycidae.